# Campeonato Sub-20 de la OFC 1990
El Campeonato Sub-20 de la OFC 1990 se jugó en Fiyi y contó con la participación de 5 selecciones juveniles de Oceanía.
Australia logró ganar el título por sexta ocasión tras ser el que sumó más puntos durante el torneo.

## Participantes
| - Australia - Fiyi (anfitrión) | - Nueva Zelanda - Tahití | - Vanuatu |

## Fase final
| País          | J | G | E | P | GF | GC | GD  | Pts |
| ------------- | - | - | - | - | -- | -- | --- | --- |
| Australia     | 4 | 4 | 0 | 0 | 22 | 0  | +22 | 8   |
| Nueva Zelanda | 4 | 2 | 0 | 2 | 5  | 9  | –4  | 4   |
| Vanuatu       | 4 | 2 | 0 | 2 | 4  | 10 | –6  | 4   |
| Tahití        | 4 | 1 | 1 | 2 | 3  | 10 | –7  | 3   |
| Fiyi          | 4 | 0 | 1 | 3 | 2  | 7  | –5  | 1   |

|  | Australia     | 6–0 | Nueva Zelanda |
|  | Australia     | 6–0 | Vanuatu       |
|  | Australia     | 7–0 | Tahití        |
|  | Fiyi          | 0-3 | Australia     |
|  | Nueva Zelanda | 3–1 | Vanuatu       |
|  | Nueva Zelanda | 0–1 | Tahití        |
|  | Nueva Zelanda | 2–1 | Fiyi          |
|  | Vanuatu       | 2–1 | Tahití        |
|  | Vanuatu       | 1–0 | Fiyi          |
|  | Tahití        | 1–1 | Fiyi          |

## Campeón
| Campeonato Sub-20 de la OFC 1990 |
| -------------------------------- |
| Bandera de Australia             |
| Australia 6º Título              |

## Repechaje Mundialista
Australia clasificó a la Copa Mundial de Fútbol Sub-20 de 1991 luego de vencer en un repechaje a Israel. Los partidos se jugaron el 6 y el 9 de febrero, ambos en Sídney por razones políticas, clasificando Australia por la regla del gol de visitante, ya que la serie la terminaron de visita.
| Equipo 1  | Agr.   | Equipo 2 | Ida | Vuelta |
| --------- | ------ | -------- | --- | ------ |
| Australia | (a)2–2 | Israel   | 0–1 | 2–1    |